# Gamla fattighuset, Halmstad
Gamla fattighuset var Halmstads fattighus mellan 1859 och 1901. Det uppfördes vid Köpmangatan, i hörnet mot Lilla Torg i Halmstad
År 1821 beslöt Halmstads stad att inrätta logi för fattiga i staden. För detta användes rustkammarrummet i det gamla tyghuset vid nuvarande Lilla Torg. År 1825 inköpte staden en fastighet vid nuvarande Bankgatan av rådmannen O. Hagmans fastighet med plats för 14 personer.
Det ersattes av ett större nybyggt hus i rött tegel vid Köpmangatan, som stod färdigt 1859 och som hade sov-, mat- och arbetsrum samt bad- och sjukrum. År 1879 utökades fattighuset genom en tillbyggnad på en granntomt, varefter 40 boende inrymdes i 18 rum, två celler för våldsamt sinnessjuka samt en arbetssal.  
Fattighuset vid Lilla Torg ersattes 1901 med Halmstads fattigvårdsinrättning, från 1931 Sankt Olofshemmet, i Östra förstaden. Detta hade olika avdelningar för boende med olika problematik.
Det gamla fattighuset omvandlades till logement och kontor för den 1903 invigda Halmstads brandstation, som låg på granntomten mot Lilla Torg. Efter det att brandstationen flyttat till Sannarp på 1970-tale, har byggnaden använts som  bland annat hantverkshus, turistbyrå och kontor. Under en period från 2006 låg där också ett idrottsmuseum, som senare flyttade till Halmstads slott.